# فرودگاه لینفن کیائولی
فرودگاه لینفن کیائولی (به انگلیسی: Linfen Qiaoli Airport) یک فرودگاه همگانی است . این فرودگاه در کشور چین قرار دارد .